# دغفك
دَغْفَك بلدة موريتانية وإحدى بلديات ولاية العصابة.